# Paroząb ostry
Paroząb ostry (Didymodon rigidulus var. gracilis (Schleich. ex Hook. & Grev.) R.H. Zander) – odmiana mchu należąca do rodziny płoniwowatych (Pottiaceae Schimp.).

## Rozmieszczenie geograficzne
Występuje w Ameryce Północnej (Grenlandia, Kanada, Stany Zjednoczone, Meksyk), Ameryce Centralnej, Ameryce Południowej, Europie, Azji (Syberia), Afryce i na Islandii.

## Morfologia
GametofitFormuje oliwkowozielone lub brązowe kępy, kontrastujące ciemnym kolorem z otaczającą je roślinnością. Listki łodygowe długości 1,5–2,5 mm, krótsze na suchych a dłuższe na mokrych siedliskach, lancetowate, ostro zakończone, stulone do słabo rozpostartych w stanie suchym. Listki są osadzone na delikatnych łodyżkach o długości 1–2 cm. Żebro pojedyncze, kończące się zwykle w wierzchołku listka lub wystające w formie ostrego kolca.
SporofitZęby perystomu od krótkich i prostych do długich i skręconych.
Taksony podobneParoząb mylny Didymodon fallax ma krótsze (1–2 mm), mniej zaostrzone listki, ustawione bardziej poziomo. Odmiana Didymodon rigidulus var. icmadophilus jest rzadkim mchem wyżynnym, rośnie w gęstszych kępach, listki mają dłuższy wierzchołek. Typowy paroząb sztywny D. rigidulus rośnie głównie na skałach, jest ciemnozielony. Paroząb winnicowy D. vinealis zwykle rośnie na kamieniu, ale może wystąpić na glebach wapiennych, ma zazwyczaj jaśniejszy żółtozielony kolor. Pseudocrossidium hornschuchianum ma krótsze listki (ok. 1–1,5 mm) z szeroko i znacznie zawiniętymi brzegami.

## Biologia i ekologia
Puszki zarodni dojrzewają od wiosny do zimy. Rzadko spotykane w Brytanii. Rozmnaża się również wegetatywnie przy pomocy rozmnóżek.
Rośnie na podłożu skalnym lub glebie. Preferuje bazalt, wapienne wychodnie i półki, żwir, glebę i muł. Występuje na obszarach, gdzie zachodzi pęcznienie mrozowe, w tundrze, wzdłuż dróg i ścieżek. Spotykany również na wydmach, rzadko na półkach skalnych w górach. Występuje na wysokościach 0–3000 m n.p.m.

## Systematyka i nazewnictwo
Synonimy: Barbula acuta (Brid.) Brid., Barbula pseudogracilis Müll. Hal., Didymodon acutus (Brid.) K. Saito, Tortula acuta Brid., Tortula gracilis Schleich. ex Hook. & Grev.

## Zagrożenia
Takson wpisany w randze gatunku jako Didymodon acutus na czerwoną listę mchów województwa śląskiego z kategorią zagrożenia „DD” (o nieokreślonym zagrożeniu, wymagające dokładniejszych danych, stan na 2011 r.). W Czechach w 2005 r. nadano mu kategorię „LR” (o niskim stopniu zagrożenia).